# Isabel Piralkova Coello
Isabel Piralkova Coello est une joueuse espagnole de water-polo née le 23 juin 2005 à Arenys de Mar, en Catalogne. Elle a remporté avec l'équipe d'Espagne la médaille d'or du tournoi féminin aux Jeux olympiques d'été de 2024, organisés à Paris.